# Вельский краеведческий музей имени В. Ф. Кулакова
Вельский краеведческий музей имени В. Ф. Кулакова — музей в Вельске, созданный в мае 1919 года на основе коллекции предметов старины собранной местным крестьянином Василием Феоктистовичем Кулаковым (1867—1945). Музей расположен в центре города и занимает несколько зданий. Главный корпус — двухэтажное здание из красного кирпича было построено мещанином Тавреньгской волости Вельского уезда П. А. Соболевым в начале XX века. На околомузейной территории построен детский музейный парк «Ладушки» и заложен дендропарк (около 30 видов деревьев и кустарников различных природных зон).

## История
Вельский музей располагался на первом этаже дома П. А. Соболева с мая 1922 года по 1925 год.
В 1925 году ‒ начале 1931 года Вельский музей краеведения занимал бывший дом врача В. Е. Соловьева, на улице Первомайской. Здание было утрачено в 2006 году в результате пожара.
С апреля 1931 года до конца 1936 года Вельский музей располагался в кладбищенской церкви имени Николая Чудотворца, здание было утрачено в 1940-е годы.
С декабря 1936 года по 1941 год музей находится в здании Троицкого собора. Здание было уничтожено в 1940-е годы.
В 1933 году в здание бывшего Преображенского собора был переведён Дом социалистической культуры (с 1949 года — Вельский районный дом культуры). С 1941 года по 1967 год на третьем этаже дома культуры располагался Вельский музей.
В 1987 году музей вновь вернулся в здание П. А. Соболева и в настоящее время здесь расположены три постоянные экспозиции.
В конце 2018 года на территории краеведческого музея в восстановленном старинном доме Кичёва 1884 года постройки, расположенном в историческом центре города, открылся первый и единственный в регионе музей домовых росписей Поважья.
В 2019 году ещё одно выставочное пространство музея открылось в историческом памятнике — доме торгующего крестьянина Василия Шичёва.

## Коллекция музея
Собрание музея содержит более 28 000 предметов, в том числе 22 150 единиц хранения основного фонда. Наиболее ценными экспонатами являются:
- Коллекции бронзовых подвесок (X — XIV веков);
- Собрание деревянных предметов крестьянского обихода (XVIII—XIX веков);
- Деревянные резные кресты и иконы (XVI — начало XX века);
- Церковные летописи, исповедные и метрические книги (XVIII — начало XX века);
- Собрание поздних русских икон (XVIII — начало XX века);
- Коллекция фрагментов домовой росписи (вторая половина XIX — начало XX века);
- Коллекция живописи наива (XIX — начало XX века)[2].

## Филиалы
В структуру музея входят также филиалы на территории Вельского района:
- «Алёшкин дом». Родовой дом маляров-отходников Петровских в деревне Чурковской муниципального образования «Благовещенское».
- Курная изба и пожарная каланча 1913 года постройки в деревне Березник муниципального образования «Шадреньгское»[1].

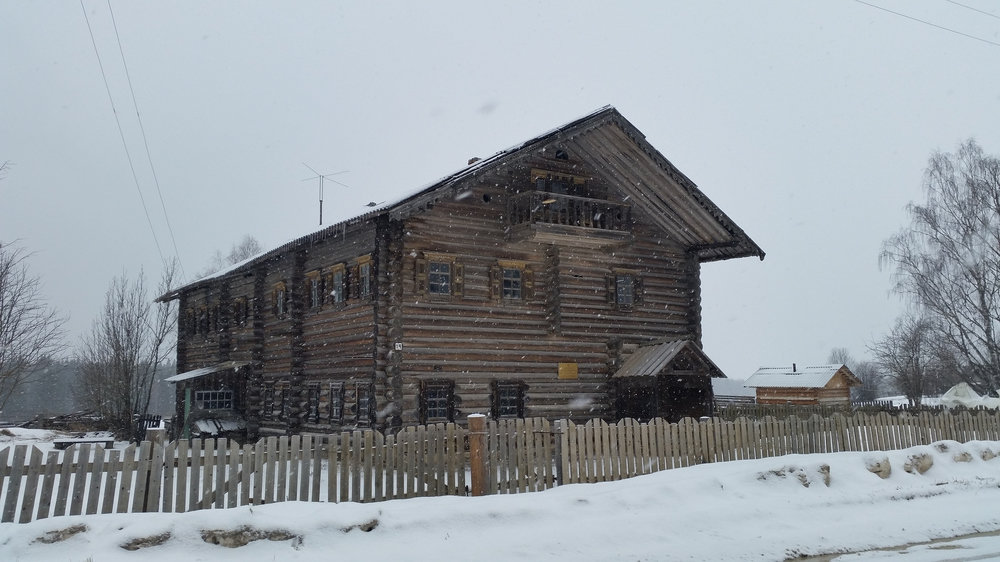
Курная изба
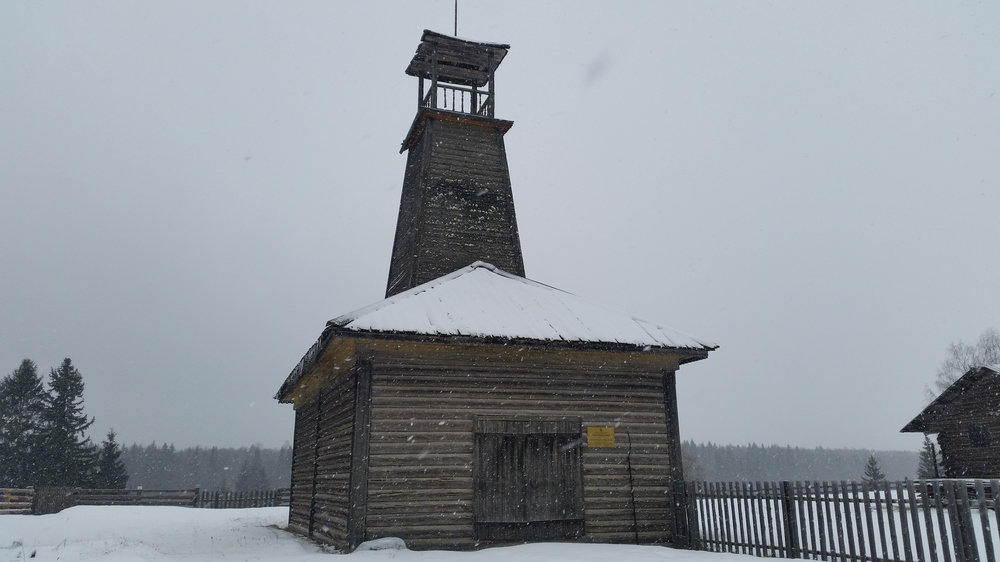
Пожарная каланча